# Centre culturel brésilien
Pour les articles homonymes, voir CCB.

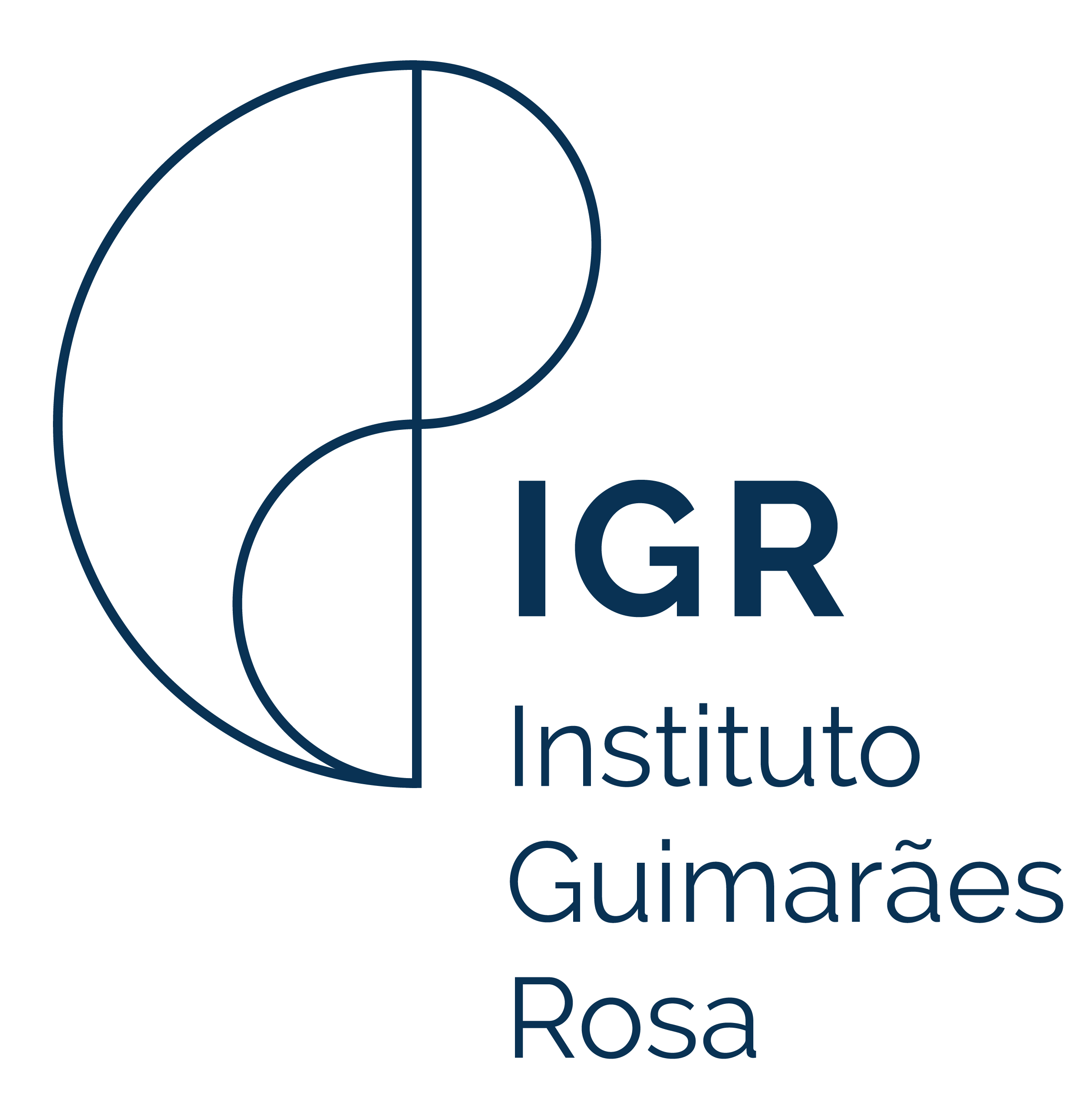
Instituto Guimarães Rosa

Le Instituto Guimarães Rosa (IGR), dénommé naguère Centre culturel brésilien (Centro Cultural Brasileiro) (CCB) ou Centre d’études brésiliennes (Centro de Estudos Brasileiros) est l’institution responsable de l’action internationale de Brésil dans les domaines de la coopération et de l’action culturelle à l’étranger.
Il est sous la tutelle du ministère brésilien des Affaires étrangères.

## Diplômes de portugais langue étrangère
Les Centres culturels brésiliens organisent les épreuves du CELPE-Bras (Certificado de Proficiência em Língua Portuguesa para Estrangeiros, Certificat de compétence en portugais langue étrangère).

## Villes d'implantation
Le CCB est implanté dans les villes suivantes : Asuncion (Paraguay), Barcelone (Espagne), Bissau (Guinée-Bissau), Mexico (Mexique), Panama (Panama), Georgetown (Guyane), Helsinki (Finlande), La Paz (Bolivie), Lima (Pérou), Luanda (Angola), Managua (Nicaragua), Maputo (Mozambique), Paramaribo (Surinam), Port-au-Prince (Haïti), Praia (Cap-Vert), Pretoria (Afrique du Sud), Rome (Italie), Santiago (Chili), Saint-Domingue (République dominicaine), San Salvador (El Salvador), Sao Tomé (Sao Tomé et Principe). 
De nouveaux centres sont en cours d'installation à Dili, au Guatemala et à Tunis.[réf. nécessaire]